# The Blazing World
The Description of a New World called The Blazing-World, més coneguda com The Blazing World és una utopia creada al 1666 per la científica i escriptora Margaret Cavendish, duquessa consort de Newcastle (1623-1674).
És una de les primeres novel·les europees signades per una dona a tot Europa i es considera una de les obres precursores del gènere de la ciència-ficció.
Aquesta obra va ser publicada conjuntament amb les Observations upon Experimental Philosophy: To which is Added The Description of a New Blazing World. La pròpia autora justifica la unió en un mateix llibre de les dues obres als prefacis de la primera edició, al 1666, argumentant que són dues narracions complementàries. Així mentre a Observations es plantegen, exposen i debaten, múltiples teories científiques contemporànies a l'autora i "fruit de la raó", a The Blazing-World es desenvolupa una aventura de ficció que incorpora aquestes mateixes teories, "fruit de la imaginació".

Aquest treball incorpora elements propis de la filosofia utòpica i de la novel·la d'aventures, un text experimental, que juga amb idees i conceptes. En paraules de la mateixa autora: 
"És la descripció d'un nou món...un món de la meva pròpia creació, al que he nomenat Món Resplandent. La primera part és romàntica, la segona filosòfica i la tercera és merament imaginada, o fantàstica. I si (les nobles dames) tenen l'oportunitat de gaudir amb la lectura d'aquestes fantasies, podria considerar-me a mi mateixa una feliç creadora. 
Nobles dames, la seva humil servidora."(Idem,p.60)
L'obra coincideix amb el corrent racionalista del segle xvii a Anglaterra i és contemporània a l'Edat d'Or i les trobades de debat filosòfic, una lectura imprescindible per conèixer la mentalitat de l'època.
Vaig escollir la pau abans que la guerra, l'enginy a la política i l'honestedat a la bellesa". (Idem, p.20)
És una obra literària notable escrita per una dona avançada a la seva època que va ser ser inhumada a l'Abadia de Westminster amb tots els honors per Carles II, rei d'Anglaterra, Escòcia, Irlanda i França.
L'any 2023 SFabula Editorial va publicar la primera traducció al català en una edició crítica, amb el títol "El món Lluminós i altres textos". L'edició inclou una introducció titulada "El Món Lluminós, o la ficció com a revolta", escrita per la historiadora i traductora Maria Antònia Martí Escayol, i també inclou la traducció del relat "Els esperits viatgers" i de tres poemes de caràcter ecològic "Diàleg entre un roure i un llenyataire", "La caça del cérvol" i "La caça de la llebre".

## Argument
És a partir del Renaixement quan sorgeix l'autoconciència de l'individu, la seva autoafirmació i distanciament de Déu, la societat i la natura. L'exploració de la subjectivitat i identitat de Margaret Cavendish com autora, noble, anglesa i dona és un tema transversal en tota l'obra.
El llibre Observacions sobre filosofia experimental consta d'una primera part filosòfica, un tractat basat en la Raó, que dona entrada i justifica teòricament la segona part, El Món LLuent, aquesta novel·la fantàstica en forma d'utopia.
Cavendish converteix així el segrest d'una dona de la noblesa a la platja, en un viatge d'aquesta dama fins a una estranya terra poblada per animals parlants, en un retrat fantasiós i en clau satírica d'un regne utòpic en un altre món, tot un repte per a la imaginació i el pensament contemporanis.
La trama pren la forma d'un viatge de la protagonista a un univers paral·lel, habitat per criatures híbrides de forma animal, homes-gos, homes-guineu, homes-ocell, posteriorment la dama descobreix l'existència d'altres combinacions però amb atributs humans.
Aquests estranys éssers, sorpresos per la seva aparició, la porten a la residència de l'Emperador, qui es posa a adorar-la, creient-la una deessa. Advertit per ella de la seva naturalesa humana, es casa amb ella donant-l'hi poder absolut sobre el seu món.
L'Emperadriu, disposada a esbrinar el grau de civilització del Món LLuent i l'estat dels seus coneixements, s'entrevista amb representants de les diferents ciències i oficis; les explicacions que aquests donen a les seves preguntes són un resum de les teories més rellevants a l'època dins del camp de la filosofia natural (física). Així procedeix també amb els químics, els mèdics, els matemàtics, els oradors i els lògics, per acabar instituint la seva pròpia religió i convocant als esperits immaterials a consulta.
La nova Emperadriu, acudeix aleshores a la pròpia duquessa de Newcastle, el propi alter-ego de l'autora, a qui escull com la seva escrigui: 
```
...Hi ha una dama, la duquessa de Newcastle que encara sense ser la mes erudita, eloqüent, enginyosa i genial, és una escriptora senzilla i racional, doncs els principis dels seus escrits són el sentit i la raó..."
A aquesta senyora la agafarè perquè sigui la meva escrigui
".(Idem,
[
1
]
p.133)
```

Una vegada coneguda la realitat del Món LLuent, Emperadriu i escrigui, viatgen al món de terrenal per observar i jutjar els contrastos entre un món i l'altre:
```
Així que aquelles dues ànimes femenines van viatjar juntes tan lleugeres com dos pensaments fins al món natal de la duquessa...L'ànima de l'Emperadriu...es va sorprendre de que havent-hi tanta varietat de nacions, governs, lleis, religions, opinions, etc. totes les criatures coincidissin a ser vanes, inútils, malbaratadores, envejoses, malicioses, injustes, venjatives, irreligioses, faccioses, etc. També es va sorprendre que cap Estat, regne o comunitat estigués satisfet amb les seves pròpies riqueses, sinó que intentés ser més ric que els seus veïns i que la seva major glòria hagué estat el saqueig i la massacre, encara que les seves victòries fossin menors que les seves pèrdues i les seves pèrdues majors que els seus guanys, i encara que fossin superats i arruïnats absolutament. Però el que més li va sorprendre va ser que valoraven o apreciaven més tot ho vil que les vides dels homes, i més la vanitat que la tranquil·litat...
(Idem,
[
1
]
p.144)
```

En l'última part de la novel·la, la duquessa de Newcastle serà la narradora i l'única persona real que apareix en l'obra, juntament amb William Cavendish, el seu marit. Aquí es narra el retorn de l'Emperadriu al seu món natal per prestar servei al rei del seu país, Carles II.

## Llegat intel·lectual

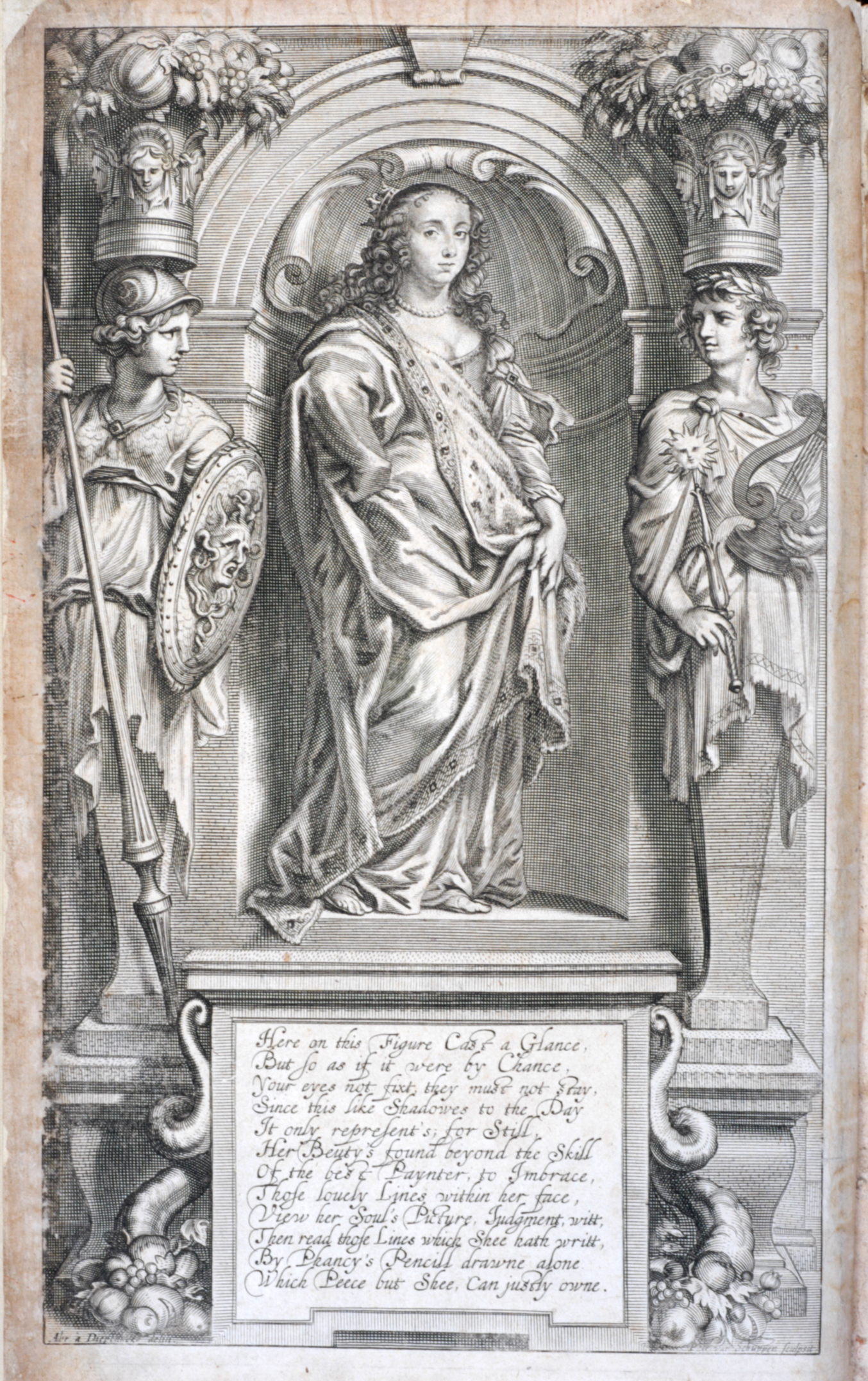
Retrat de Margaret Cavendish, Duquessa de Newcastle (1624-1674) al interior d'una de les seves obres al 1668.

Aquesta utopia desborda qualitat intel·lectual, una gran profunditat i afegeix un aspecte metaliterari que incrementa el seu interès. L'obra de Cavendish bé podria ser un tractat filosòfic en comptes d'una novel·la.
```
"...Encara que no pugui ser ni 
Enric V
, ni 
Carles II
, m'afanyo en ser 
Margaret I
. I, encara que 
ni tinc poder ni ocasió
 per conquistar el món com ho van fer 
Alexandre
 i 
César
, 
i tampoc puc ser propietària
 d'un, doncs ni la Fortuna ni la Destinació m'ho donarien, 
he creat un món per mi mateixa
..., per la qual cosa ningú, podrà culpar-me, en tenir cadascú el poder de fer el que desitgi
".(Idem,
[
1
]
p.57)
```

Anglaterra acabava de tancar la seva Guerra Civil amb la destitució de les institucions republicanes i la restauració de la monarquia en mans de Carles II. El discurs polític de Cavendish, monàrquica i ferma partidària de l'Absolutisme, té un biaix conservador clar. Algunes característiques de la seva societat utópica al Món LLuent son: monarquia, religió institucionalitzada, estratificació social i ferma defensa de la noblesa.
Amb una mirada moderna i subversiva, l'autora desafia convencions literàries, rols de gènere, divisions religioses i teories científiques. Critica el treball dels científic i filòsofs amb un interès mes meritocràtic i lúdic que pragmàtic i de millora real de la societat.
Igualment fa una incisiva dissecció de la teatralització del poder, la manipulació de les masses i les convencions socials a una societat molt patriarcal i estratificada en classes. Parlant de la seva aparició com Emperadriu després d'una forta batalla naval --amb naus d'or submergibles, proto-submarins (Idem, p.166-167)-- en defensa de la pàtria de la duquessa: 
```
...
l'Emperadriu es va dirigir cap a la seva flota. Però, senyor! Quines opinions i judicis va produir a les ments dels seus compatriotes! Alguns van dir que era un àngel, uns altres una bruixa, alguns van creure que era una deessa, uns altres deien que el diable els havia enganyat presentant-se sota la forma d'una fina dama.
 (Idem,
[
1
]
p.170)
```

També s'aprecia petit guinyo a certa relació platònica molt afectuosa entre la Emperadriu i la escrigui, sense desmerèixer les relacions matrimonials paral·leles de cadascuna amb el Emperador i el Duc respectivament. Un interessant joc de metaescriptura on es barrejan persones reals amb els seus alter-egos literaris, realitat i ficció, raó i imaginació:
```
.
..la reunió va produir tan intima amistat entre elles que es van convertir en amants platòniques
[
8
]
 
encara sent totes dues dones
.(Idem,
[
1
]
p.134)
```

```
...
Amb aquest consell l'ànima de l'Emperadriu va abraçar i va besar la de la duquessa amb un petó immaterial i va plorar per veure's forçada a separar-se d'ella, en haver trobat en la duquessa no una paràsit, sinó una amiga veritable. I certament la seva amistat platònica era igual a les de les ànimes dels amants que es troben i gaudeixen amb les seves converses
.(Idem,
[
1
]
p.160)
```

```
...
T'estimo tant que et convertiria en una reina tan gran i tan poderosa com ho sóc jo al Món Lluent
. L'ànima de la duquessa va agraïr humilment a la seva Majestat i li va dir que apreciava i estimava el seu amor per sobre de totes les coses de la naturalesa.(Idem,
[
1
]
p.170).
```

Al materialisme vitalista de l'obra, la naturalesa és eterna, infinita i ho ocupa tot. No existeixen corts, ni dualismes...durant tot l'argument de l'obra, l'autora obliga a dialogar a posicions oposades fins a fusionar-les, apostant per la permeabilitat de les teories i les categories:
- en referència tant als gèneres literaris (ciència i ficció)
- com als tipus de discurs (raó i imaginació)
- els rols de gènere (femení i masculí)
- i els límits entre el real i l'irreal (persones i personatges).

Margaret Cavendish, amb la seva teoria vitalista, crea tota una ficció, i treballa així amb un tipus de subjectivisme literari igual a l'utilitzat posteriorment per la literatura de ciència-ficció per imaginar diferents mons fonamentant-se en teories de l'antropologia o l'estadística.

## Curiositats i tributs contemporanis
- En les novel·les gràfiques de l'autor britànic Alan Moore referents a les aventures de The League of Extraordinary Gentlemen, The Blazing World resulta ser el món idíl·lic en què, amb un viatge interdimensional, Christian -membre de la 1ª lliga del duc Prospero- havia arribat a la dècada del 1860. La lliga es divideix quan Christian retorna a aquest reialme, i el lloc on Prospero, Caliban i Ariel parteixen molts anys després.

- En el llibre Un Lun Dun, de China Miéville, es menciona un llibre en una biblioteca anomenat A London Guide for the Blazing Worlders, una referència que indica que viatjar entre ambdós mons no és només possible de manera unidireccional.

- L'escriptora nord-americana Siri Hustvedt va titular una novel·la al 2014 com The Blazing World, traduïda al català com El món resplendent per Ferran Ràfols Gesa (l'argument no té res a veure al de l'obre original de 1666).